# Edmond Dédé

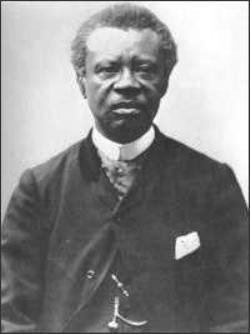
Edmond Dédé

Edmond Dédé (* 20. November 1823 in New Orleans/Louisiana; † 1903 in Paris) war ein US-amerikanischer Komponist, Violinist und Dirigent afroamerikanischer Abstammung.
Der Sohn eines Militärkapellmeisters spielte zunächst Klarinette und hatte dann Violinunterricht bei Constantin Debergue, einem schwarzen Violinisten, der eine philharmonische Gesellschaft leitete und Ludovico Gabici, dem Leiter des Orchesters des St. Charles Theater und einem der ersten Musikverleger von New Orleans. Später hatte er Kontrapunkt- und Kompositionsunterricht bei Eugène Prévost, der das Orchester des Théâtre d’Orléans leitete, und bei dem aus New York stammenden Musiker Charles Richard Lambert, dem Vater der Komponisten Sidney und Charles Lucièn Lambert.
Dédé lebte wegen der Rassendiskriminierung zeitweise in Mexiko. Nach seiner Rückkehr nach New Orleans arbeitete er als Zigarrenmacher. 1852 erschien als erste Komposition eines schwarzen Musikers in New Orleans überhaupt sein Lied Mon pauvre coeur. 1857 konnte er mit finanzieller Unterstützung von Freunden nach Frankreich reisen, wo er am Conservatoire de Paris bei Fromental Halévy und Jean-Delphin Alard studierte.
Er übersiedelte dann nach Bordeaux, wo er 27 Jahre das Orchester des Théâtre l’Alcazar leitete. Als angesehener Geiger trat er mit eigenen Werken und Kompositionen vorrangig von Rodolphe Kreutzer auf. 1865 entstanden seine Le Palmier Overture und während einer Algerienreise Le Sermente de L’Arabe. Im gleichen Jahr leitete Samuel Snaer in New Orleans die Uraufführung seiner Quasimodo Symphony.1887 vollendete Dédé in Frankreich sein größtes Werk, die Oper Morgiane. Diese vermutlich älteste erhaltene Oper eines schwarzamerikanischen Komponisten wurde erst im Januar 2025 in einer gekürzten Version in New Orleans uraufgeführt. Dédé kehrte nur einmal – im Jahr 1893 – zu einer Konzertreise nach New Orleans zurück. Auch sein Sohn Eugène Arcade Dédé wurde als Komponist bekannt.